# Fritz Schwarzbeck
Friedrich Fritz Paul Schwarzbeck (* 22. Dezember 1902 in Wicklesgreuth bei Ansbach; † 17. Juni 1989 in Darmstadt) war ein deutscher Bildhauer. Ein Großteil seiner Werke war für den sakralen Bereich bestimmt.

## Leben

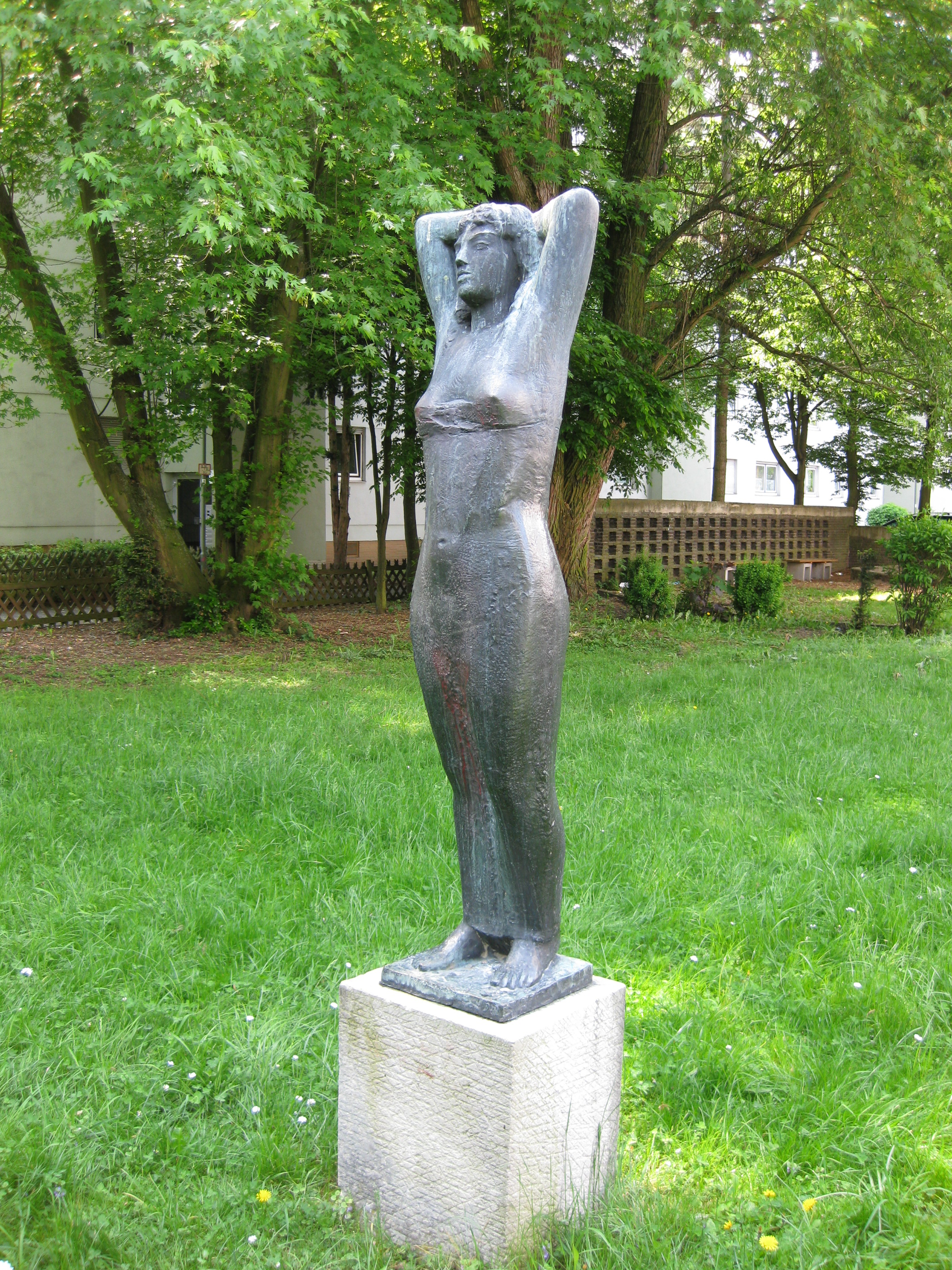
„Die Stehende“, 1967

Schwarzbeck absolvierte zuerst eine Lehre als Optiker. Von 1924 bis 1927 besuchte er die Städtische Berufsoberschule in Nürnberg bei Schmid-Riegel (Metallkurs) und bei Konrad Roth (Bildhauerklasse). Von 1927 bis 1930 studierte er an der Staatlichen Kunstakademie Düsseldorf bei Richard Langer. 1930 war er für ein Jahr als Bildhauer am Städelschen Kunstinstitut in Frankfurt am Main tätig. Von 1931 lebte er bis zu seinem Tode 1989 in Darmstadt. 1935/36 erhielt er den Rompreis, der mit einem neunmonatigen Aufenthalt in der Villa Massimo an der Deutschen Akademie in Rom verbunden war. 1947–1968 leitete er die Bildhauerklasse der Werkkunstschule in Darmstadt. Schüler von ihm waren u. a. Wilhelm Loth und Karl Heinz Schnabel.
Schwarzbeck war Mitglied der Darmstädter Gruppe sowie der Darmstädter und der Pfälzischen Sezession. 1977 wurde er mit der Bronzenen Verdienstplakette von Darmstadt ausgezeichnet. 1979 wurde ihm das Bundesverdienstkreuz verliehen. Paul Appel widmete Schwarzbeck ein Gedicht über eines seiner Werke.
Fritz Schwarzbeck wurde auf dem Alten Friedhof von Darmstadt bestattet (Grabstelle: II N 55).

## Werk

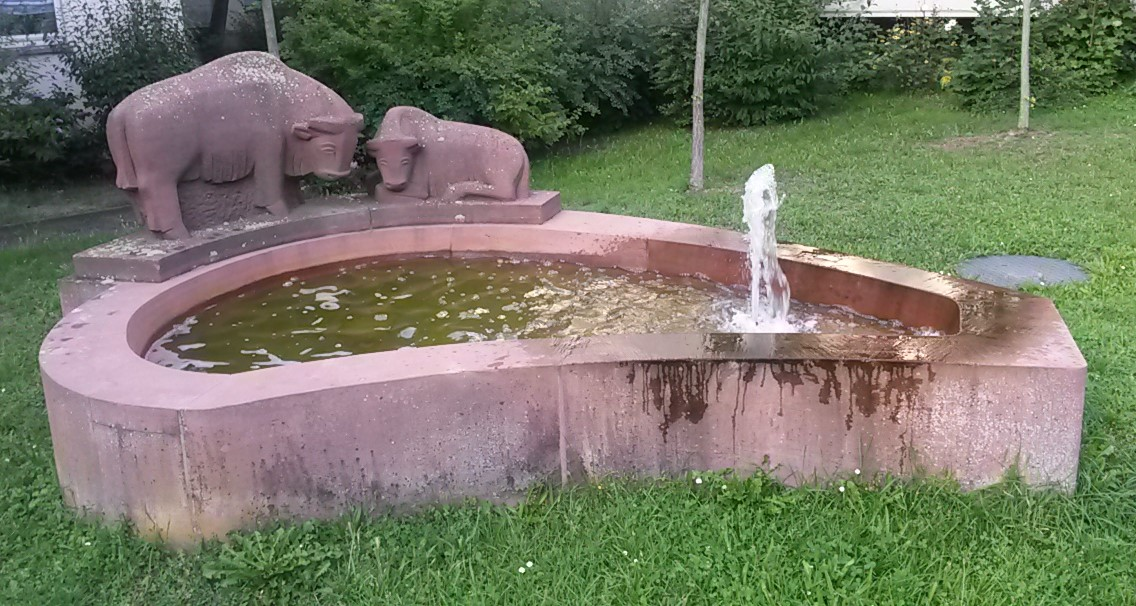
Brunnenplastik „Stiere“, um 1955

Mit seinen Bronzen und Zeichnungen steht er in der großen Tradition klassischer französischer Bildhauerei des frühen 20. Jahrhunderts, die mit Namen wie Aristide Maillol und Charles Despiau verbunden ist. Mit seinen Skulpturen aus Alabaster gelang ihm eine Neubesinnung auf antike Ideale. Daraus entwickelte er ein reduziertes, abstrahierendes Menschenbild, das von einem Humanismus und einer gelebte Naturverbundenheit geprägt ist.
- Jüngling mit Helm, Jura-Marmor, Mausoleum der Familie F. Schmitt, Waldfriedhof Darmstadt, 1942.
- „Die Spendende“, Hochschulstadion der TU Darmstadt, 1943
- Brunnenplastik „Stiere“, Heinrichstraße Ecke Beckstraße, roter Sandstein, Darmstadt, um 1955
- „Schwarzbeck-Figuren“ in der Johanneskirche, Darmstadt, 1957
- Figurengruppe „Opfer“ als Ehrenstätte für die Kriegstoten, Waldfriedhof, Darmstadt, 1958
- Christusfigur, Lutherkirche Worms
- Thomasreliefs, Thomasgemeinde Darmstadt
- „Die Stehende“, Offenbach-Lauterborn, 1967
- Weiblicher Torso, 1970 (in einer Privatsammlung)
- Denkmal für Griesheimer Marktfrauen, 1974
- Töpfer-Skulptur in Urberach, Rödermark, 1976

## Ausstellungen (Auswahl)
- 1937, 1941, 1943 und 1944: München, Große Deutsche Kunstausstellung[1]

- Torsi und Zeichnungen (28. November bis 27. Dezember 1970) Justus-Liebig-Haus
- Malerei, Grafik: Ausstellung im Haus Mülberger (5. März bis 26. März 1972)
- Aquarelle und Zeichnungen, Plastiken und Bildhauerzeichnungen 25. Februar bis 30. März 1973 Pfalzgalerie Kaiserslautern
- Köpfe, Statuetten und Alabasterarbeiten: Kunsthalle Darmstadt, 17. Januar bis 21. Februar 1982

## Auszeichnungen
- Rompreis 1935/36
- 1940 Gaukulturpreis von Hessen-Nassau
- 1977 Bronzene Verdienstplakette von Darmstadt
- 1979 Bundesverdienstkreuz am Bande
- 1985 Johann-Heinrich-Merck-Ehrung der Stadt Darmstadt